# Avialae
Az Avialae ('madárszárnyúak') egy klád, amelybe a madarak (Aves) és a legközelebbi dinoszaurusz rokonaik tartoznak.

## Konkurens definíciók
Az Avialae csoporttal kapcsolatos rendszertani tanulmányok eltérő eredményekre vezetnek attól függően, hogy mely fajokra vonatkoznak, illetve hogy mely definíciókat követik. Az Avialae ugyanis az egyes definíciók alapján más-más alcsoportokat tartalmazhat, melyekre nagy hatással van az Archaeopteryx Aves csoportba való besorolása, illetve onnan történő kivétele. Ha az Archaeopteryxet röpképesként definiálják, akkor kevesebb röpképtelen avialae marad.
Az elsőként ismertté vált evezőszárnyú repülésre képes theropoda dinoszaurusz a késő jura idején élt Archaeopteryx lehetett, melyet legtöbbször az Avialae legkorábbi ismert tagjának tekintenek. Bár vannak akik úgy vélekednek, hogy a korai madaraknál az Archaeopteryxet is beleértve, hiányzik az a váll mechanizmus, ami a modern madaraknál gyors és erőteljes felfelé irányuló szárnymozgást tesz lehetővé; a leszorító erő hiányában pedig úgy tűnik, hogy ezek az állatok csupán vitorlázásra voltak képesek.

### Jelleg-alapú definíció
Az Avialae csoportot a hagyomány szerint (fizikai jellegzetességeken alapuló) apomorfia-alapú kládként definiálják. Az Avialae kládot Jacques Gauthier nevezte el 1986-ban, és először 2001-ben definiálta úgy, hogy tartalmazzon minden olyan tollas szárnnyal rendelkező dinoszauruszt, amely a szárnyaival csapkodva repült, továbbá minden madár leszármazottjukat.

#### Avialae – Aves
Gauthier négyféle módon definiálta az Aves fogalmát, ami problémát jelent, mivel ugyanazt a biológiai nevet négy különböző módon használja. Gauthier a négy alábbi megoldást ajánlja, melyek fenntartják az Aves fogalmát a ma élő madarak és az utolsó közös ősük valamennyi leszármazottja számára. A többi csoporthoz más neveket rendelt.
1. az Aves jelentheti a fejlett, tollas archosaurusokat (más néven Avifilopluma)
2. az Aves jelentheti a röpképeseket (más néven Avialae)
3. az Aves jelenthet minden olyan hüllőt, amely közelebb áll a madarakhoz, mint a krokodilokhoz (más néven Panaves)
4. az Aves jelentheti a ma élő madarak utolsó közös ősét és annak valamennyi leszármazottját (egy „koronacsoportot”) (más néven Neornithes).

A negyedik definíció szerint az Archaeopteryx egy avialae, és nem tagja az Aves csoportnak. A Gauthier-féle Aves definíciót, amely a modern madarakra korlátozza a csoportot, kevés őslénytani mű vette át.

### Ág-alapú definíció
Egyes szerzők hasonló, de ág-alapú definíciót használnak, ami szerint ide tartozik valamennyi theropoda, amely közelebb áll a madarakhoz, mint a Deinonychushoz.
2002-ben Clarke és Norell ezt a definíciót használták az ismert avialae-k részletes törzsfejlődésének ismertetéséhez. A következtetéseik között (a 26. oldalon) az Avialae az evolúció következő állomásaként szerepel, az egyes tagjai pedig az alábbi listán fentről lefelé a legkezdetlegesebbtől a legfejlettebbig kerültek felsorolásra:
- Dromaeosauridae – egy külcsoport, de az Avifilopluma tagja
  - Archaeopteryx – a legbazálisabb avialae
    - Confuciusornithidae – a legbazálisabb pygostylia
      - Enantiornithes – az Ornithothoraces legbazálisabb tagjai
        - Vorona
          - Patagopteryx
            - Apsaravis az Ornithurae legbazálisabb tagja
              - Baptornis + Hesperornis
                - Ichthyornis
                  - Aves (koronacsoport definíció)

## Röpképtelen avialae-k
Három olyan taxon létezik, amely nem tagja az Avesnek, de az Aviale bármelyik fenti definíciója szerint avialae-nek tekinthető.
Senter (2007-ben) az Epidendrosaurust az Archaeopteryx testvércsoportjává tette az Avialae-n belül. Az Epidendrosaurus lelőhelyéül szolgáló Daohugou medence, a középső jura idején keletkezhetett, így ez az állat korábbi az Archaeopteryxnél.
Egy (2008-as) tanulmányban Zhang (Csang) és szerzőtársai igazolták, hogy az Epidendrosaurus az Avialae csoportba tartozik egy általuk ide sorolt új taxonnal, az Epidexipteryxszel együtt
Xu (Hszü) és szerzőtársai (2008-ban) leírást készítettek egy másik röpképtelen avialae-ről, az Anchiornisról, melyet a kínai Liaoning tartomány nyugati részén fedeztek fel. Úgy ítélték meg, hogy ez a legbazálisabb vagy legkezdetlegesebb, avialae amit valaha leírtak. Az Anchiornis kora bizonytalan, a jura vagy a kréta időszakból származhat.

## Fordítás
- Ez a szócikk részben vagy egészben  az   Avialae című angol Wikipédia-szócikk ezen változatának fordításán alapul.  Az eredeti cikk szerkesztőit annak laptörténete sorolja fel. Ez a jelzés csupán a megfogalmazás eredetét és a szerzői jogokat jelzi, nem szolgál a cikkben szereplő információk forrásmegjelöléseként.